# David Fleming
David Fleming (Ballycasheen, Irlanda, 1851-Forest Gate, Inglaterra, 1915), fue un franciscano irlandés vicario general de la Orden de los Frailes Menores en los años 1901 a 1903.
Nació en 1851 en Ballycasheen cerca de Killarney, Irlanda. Perteneció a la provincia inglesa de la Orden de los Frailes Menores. En los años 1889–1891 fue su custodio, y en los años 1891–1893 y 1905–1908 ministro provincial. Tras la muerte del General Aloisius Lauer, encabezó la comunidad como Vicario General del 31 de agosto de 1901 al 30 de mayo de 1903. Murió en 1915 en Forest Gate, Londres, Inglaterra.